# Pyanepsion
Pyanepsion est le quatrième mois du calendrier grec antique en vigueur dans la région d'Athènes, il durait 30 jours compris approximativement entre le 22 septembre et le 20 octobre de notre calendrier actuel Il tire son nom du mot grec (Πυανεψιών / Pyanépsiốn) qui vient de la fête des Pyanepsies en l'honneur d'Apollon.
Pendant son cours se déroulaient :
- les Apaturies dédiées à Zeus Phratrios et Athéna Phratria (3 jours)
- les Pyanepsies, fête des semailles, dédiées à Apollon protecteur des jardins et vergers
- les Thesmophories dédiées à Déméter et exclusivement réservées aux femmes mariées (du 11 au 13, durant 3 jours)
- Les Oschophories dédiées à Dionysos et Athéna
- les Chalkeia dédiés à Athéna et Héphaïstos (le 30)